# Quetzaler
Quetzaler (Pharomachrus) är ett släkte färggranna fåglar i familjen trogoner som finns i tropiska områden i Central- och Sydamerika, huvudsakligen i bergsskogar. Släktet beskrev av den mexikanske naturhistorikern de la Llave, 1832.
Fåglarna är 33–36 cm långa, färggranna, med grönt på ovansida, huvud och bröst och huvudsakligen röd undersida, medan honorna är mer oansenliga.
Det finns idag fem arter inom släktet Pharomachrus:
- Påfågelquetzal (Pharomachrus pavoninus)
- Guldhuvad quetzal (Pharomachrus auriceps)
- Praktquetzal (Pharomachrus mocinno)
- Glansquetzal (Pharomachrus fulgidus)
- Tofsquetzal (Pharomachrus antisianus)

Hanen av praktquetzal har under häckningstiden upp till 64 cm långa övre stjärttäckare. Dessa var mycket eftertraktade av aztekerna och mayafolket för ceremoniella syften; dess fjädrar ingår nämligen i den befjädrade ormen – Quetzalcóatl. Praktquetzalen är Guatemalas nationalfågel och avbildas på mynt, frimärken och statsvapen i Guatemala. Myntenheten i landet är 1 quetzal (GTQ) = 100 centavos.

## Etymologi
Ordet quetzal kommer från nahuatls quetzalli "stor skimrande stjärtfjäder" eller "quetzalens stjärttäckare".